# الموجة الكبرى
الموجة الكبيرة هي رواية للأطفال بقلم بيرل إس باك، نُشرت لأول مرة كقصة قصيرة في عدد أكتوبر 1947 من مجلة جاك وجيل مع رسوم توضيحية من آن إشنر جافي. قامت باك بتوسيع القصة ونشرها في شكل الرواية في عام 1948 بواسطة شركة جون داي، مع الرسوم التوضيحية من أوتاغاوا هيروشيغي وكاتسوشيكا هوكوساي.
فازت باك بجائزة كتاب الأطفال لعام 1948 والتي تقدمها جمعية دراسة الطفل (الآن جائزة جوزيت فرانك للجنة كتب الأطفال في بنك ستريت) عن روايتها الموجة الكبيرة.

## الحبكة
يعيش كينو مع عائلته في مزرعة على جانب أحد الجبال في اليابان بينما يعيش صديقه جيا في قرية الصيد بالأسفل. على الرغم من أن الجميع في المنطقة قد سمعوا عن الموجة الكبيرة، إلا أنه لا أحد يشك في أنه عندما تأتي الموجة التالية، فإنها ستمحو عائلة جيا بأكملها وقرية الصيد الموجودة أسفل الجبل. سرعان ما يجب على جيا ترك عائلته وراءه من أجل الحفاظ على تقاليد الصيادين على قيد الحياة.
جيا الذي أصبح الآن يتيمًا، يكافح للتغلب على حزنه وتقوم عائلة كينو بتبنيه. يعيش هو وكينو مثل الإخوة ويتولى جيا حياة المزارع. حتى عندما يعرض الرجل العجوز الحكيم على جيا حياة ثرية في قلعته الغنية، يرفض جيا. على الرغم من أن جيا قادر على العثور على السعادة مرة أخرى مع عائلته بالتبني، خاصة مع أخت كينو الصغرى سيتسو، إلا أن جيا يرغب في العيش كصياد مرة أخرى عندما يبلغ سن الرشد.
عندما يُخبر جيا كينو أنه يرغب في الزواج من سيتسو والعودة إلى قرية الصيد، يخشى كينو أن يعاني جيا وسيتسو وأنه من الآمن لهما البقاء على الجبل كمزارعين، والتفكير في العواقب المحتملة في حالة حدوث موجة كبيرة أخرى. ومع ذلك، يكشف جيا عن فهمه أنه في حالة وجود خطر يتعلم المرء أن يكون شجاعًا، وأن يقدر مدى روعة الحياة.

## نبذة عن الرواية
تدور أحداث رواية الموجة الكبرى للكاتبة بيرل إس. باك في قرية يابانية ساحلية صغيرة، حيث يعيش الصديقان كينوجي وجيا. ينحدر كينوجي من أسرة صيادين ويقيم على مقربة من البحر، في حين ينتمي جيا إلى عائلة مزارعين تقطن على التلال الخضراء المجاورة. ورغم ما يحيط بالقرية من جمال طبيعي، يدرك سكانها أن البحر، مصدر رزقهم وحياتهم، قد يتحول في أي لحظة إلى قوة مدمّرة تجلب "الموجة الكبرى" (تسونامي) القادرة على اجتياح القرية وتدميرها بالكامل.

## الشخصيات

### كينوجي
كينوجي هو بطل الرواية ومحورها العاطفي، شاب ياباني نشأ في قرية صغيرة على ساحل البحر، ابن لأسرة صيادين ورث عنهم حب البحر وخبرته. يتميّز بالشجاعة والإصرار، لكنه يواجه مأساة مفجعة حين تجتاح "الموجة الكبرى" قريته وتودي بحياة أسرته بأكملها. هذه الصدمة تشكّل نقطة تحوّل في حياته، حيث يجد نفسه أمام خيارين: الانهيار تحت وطأة الحزن أو النهوض من جديد. يختار كينوجي الطريق الثاني، فيجسد روح التحدي والإرادة في مواجهة قوى الطبيعة التي لا يمكن التنبؤ بها. شخصيته تمثل إصرار الإنسان على إعادة بناء حياته رغم فقدان كل ما يحب.

#### جيا
جيا هو الصديق الوفي لكينوجي، ينتمي إلى أسرة مزارعين تعيش في الأمان النسبي على التلال الخضراء المطلة على البحر. رغم بعد منزله عن الخطر المباشر، إلا أن جيا يتأثر عاطفيًا بكارثة صديقه ويقف بجانبه في رحلة التعافي. شخصيته تمثل قيم التضامن والمساندة، إذ يفتح بيته وقلبه لكينوجي، ويشاركه الألم والأمل معًا. جيا هو الجسر الذي يربط بين عالم البحر المليء بالمخاطر وعالم التلال الهادئ، مما يجعله رمزًا للتوازن بين الخوف والأمان.

##### والد جيا
رجل حكيم ذو رؤية فلسفية عميقة للحياة والموت، يمثل صوت العقل والخبرة في الرواية. يدرك أن الموت جزء لا يتجزأ من دورة الحياة، ويعلّم أبناءه وأبناء القرية تقبّل هذه الحقيقة بدلًا من العيش في خوف دائم منها. من خلال نصائحه وتعاليمه، يُرسّخ لدى الشباب فكرة أن مواجهة الخطر بشجاعة أفضل من الهروب منه، وأن الحياة تستحق أن تُعاش رغم تهديدات الطبيعة المستمرة. شخصيته تضيف بعدًا فلسفيًا للرواية، وتربط القارئ بفكرة القبول الهادئ للمصير.

###### سكان القرية
يمثلون الجماعة التي تعيش حياة بسيطة قائمة على التعايش مع الطبيعة، في توازن هش بين الرزق والخطر. يعتمدون على الصيد كمصدر رئيسي للعيش، ويعيشون في منازل خشبية متواضعة على حافة البحر. رغم معرفتهم بأن كارثة مثل "الموجة الكبرى" قد تأتي في أي وقت، فإنهم يواصلون حياتهم اليومية بروح من القبول والتسليم. هؤلاء السكان يجسدون فلسفة العيش في الحاضر، مستمتعين بجمال الطبيعة، ومتقبلين احتمالية دمارها في أي لحظة.

## الرمزية
- الموجة الكبرى: رمز للقوى الكاسحة التي لا يمكن للإنسان التحكم بها (الموت، القدر، الطبيعة).
- البحر: الحياة والمصدر، لكنه أيضًا الخطر والدمار.
- التلال: الأمان النسبي، لكنها ليست بمنأى عن تأثير البحر.

- إعادة البناء: الأمل والإصرار على الاستمرار.

## الاقتباسات
عملت بيرل إس باك مع تاد دانيلفسكي لتطوير سيناريو تليفزيوني (1956)، وقد حظي العرض بنجاح أمام النقاد.   عملث باك أيضًا عن كثب على نسخة الفيلم، الموجة الكبيرة (1961) التي أخرجها دانيلفسكي.   الفيلم من بطولة سيسو هاياكاوا وميكي كيرتس وجوزو إيتامي.  كما ظهرت في الفيلم المغنية جودي أونج. 

## الجوائز
- الرواية نفسها لم تحصل على جائزة منفصلة، لكنها من الأعمال التعليمية التي استُخدمت على نطاق واسع في المدارس الأمريكية واليابانية، وحصلت على مكانة مرموقة في قوائم القراءة المقررة.
- بيرل إس. باك حصلت على:
  - جائزة نوبل للآداب عام 1938 عن مجمل أعمالها، ومنها روايات تناولت الشرق الآسيوي بنفس الروح التي نجدها في الموجة الكبرى.
  - جائزة بوليتزر عام 1932 عن رواية The Good Earth.
- نجاح الرواية جعلها تُدرج في قوائم "أفضل كتب الأطفال" التي أصدرتها مكتبات وجمعيات أدبية في خمسينيات القرن العشرين.